# 遊戲季票
遊戲季票簡稱季票，是一種針對電子遊戲當前以及未來可下載內容（DLC）的折扣包。這種名稱源於季票（Season ticket）的概念。該種折扣包對於未來會追加內容的資料通常不會有太多細節披露，而且部分季票不會按照慣例包含所有的DLC，因此遭到了許多電子遊戲媒體的批評，該種折扣包的存在由此存有爭議。

## 內容
季票可以在遊戲發行前與遊戲本體一起購買，也可以在遊戲本體發行後購買。購買後，玩家將獲得季票所包含的遊戲擴充內容，可能是全部可能是部分，隨季票的規定而不同。季票理應說明玩家將獲得的內容類型，不過這些說明可能並不會十分具體。
季票內容可能包含遊戲中所有的擴展內容，除此以外季票還可以只包含有限時間（數月至數年）內額外擴充的遊戲內容，這也使得開發人員可以通過繼續為遊戲添加更多內容來替代開發全新的遊戲來持續獲得收入。例如育碧的《虹彩六號：圍攻行動》就為玩家提供了年度通行證讓購買了它們的玩家可以使用新的可玩角色、地圖、武器和遊戲模式。這些元素中的某些元素可以由沒有季票的玩家使用積分獲得，而其他內容則保留給擁有季票的玩家。育碧認為這對玩家來說是個比開發新作品更好的方法。《天命2》也使用了類似的年度季票模式並通過每年三次的拓展更新為玩家提供獨家內容的存取權限。對於某些具有周期性季票的遊戲，較早發放的內容可能會免費整合到遊戲本體當中而無須支付額外費用遊玩。

## 歷史
2011年，Rockstar Games開發的電子遊戲黑色洛城使用了有史以來第一個季票，同月晚些時候，華納兄弟互動娛樂公司開發的《真人快打》也跟隨使用了同樣的方式，美商藝電也于2011年8月發行了EA體育季票。到了21世紀10年代中期，季票的發行已經是在3A遊戲中十分常見的做法。到了該年代末期，儘管一些出版商由於他們的公告在發佈後不久就造成了負面的宣傳所以開始放棄提供免費DLC。季票的受歡迎度下降的原因中虛擬抽獎的日益普及也起到了一定作用，但遊戲媒體推測該種行為可能會導致發布後內容整體質量的降低。

## 爭議
季票被批評為違反消費者購物需求的產物，因為季票在一定程度上從心理角度迫使消費者花更多的錢。而且消費者在消費時無從得知他們的消費能否獲得相對應價值的東西，由於季票所包含的內容在購買季票時通常還不能被得知，而且遊戲季票所提供的額外折扣有時候會被玩家本來不會購買的劣質內容所抵消。此外，如果一個遊戲在市場上表現不佳，它的DLC價格下降的速度比人們通過立即購買其季票而獲得的任何折扣都快。
《Game Informer》的 Andrew Reiner 稱一些季票是「來自賺錢公司的騙局」，因為季票很少透露未來發布內容的資訊，以致於消費者會容易受到 Bait-and-switch 策略的欺騙，比如使用低品質的工作室來開發內容或者嚴重推遲內容的發佈日期等。
GamesRadar+批評多人遊戲的季票是分裂網路遊戲社區，並評論遊戲已經建立了一個不同的更依賴于外觀 DLC 而不是可下載的地圖的模式，例如：榮耀戰魂、泰坦降臨2。Shacknews批評許多遊戲的遊戲季票令人感到失望，例如：惡靈進化、異形：殖民戰隊。